# Droga krajowa B509 (Niemcy)
Droga krajowa 509 (niem. Bundesstraße 509) – niemiecka droga krajowa przebiegająca na osi wschód-zachód i jest połączeniem drogi B221 w Leuth (Nettetal), a za jej pośrednictwem z A61 z autostradą A57 w Krefeld w Nadrenii Północnej-Westfalii.
Droga, jest oznakowana jako B509 od połowy lat 70. XX stulecia.

## Opis trasy
Droga skręca w Leuth (Nettetal) na wschód odłączając się od drogi krajowej B221 po skrzyżowaniu się jej z A61 w okolicach węzła Kaldenkirchen. Przed Hinsbeck droga opuszcza rondo w kierunku południa i jako zachodnia obwodnica dociera do Lobberich. Tu jako fragment wschodniej obwodnicy zwraca się na wschód przez Schlibeck i Grefrath szerokim łukiem z południa na wschód omija Kempen. Po zwrocie na wschód zmierza w kierunku Hüls, gdzie krzyżuje się z B9 i przyjmuje jej bieg na południe dojeżdżając do Krefeld. W mieście droga stanowi północny fragment obwodnicy śródmiejskiej który łączy się z autostradą A57 na węźle Krefeld-Gartenstadt.